# Ybl Miklós (építész, 1814–1891)
Lovag Ybl Miklós György Ignác (Székesfehérvár, 1814. április 6. – Budapest, 1891. január 22.) magyar építész, a 19. század egyik legnagyobb magyar mestere, a historizmus európai jelentőségű képviselője. Legismertebb művei a budapesti Magyar Állami Operaház, a Fővámház (ma a Budapesti Corvinus Egyetem főépülete), a Várkert Bazár, a Szent István-bazilika vagy a Szeplőtelen fogantatás templom (Fót).

## Életpályája
Német származású szülőktől született. Édesapja Ybl Miklós (1779–1861) kereskedő, a Fejér megyei választmány tagja, édesanyja Eiman Anna.
A székesfehérvári Ciszterci Szent István Gimnáziumban, majd 1825-től a bécsi Császári és Királyi Polytechnikai Intézetben végezte tanulmányait, 1832-től Pollack Mihály, majd 1836-tól Koch Henrik építész irodájában dolgozott. 1840-ben Münchenben beiratkozott a Bajor Királyi Művészeti Akadémiára. 1841-ben Itáliában tett tanulmányutat. Hazatérésekor szembesült a ténnyel, hogy családjának anyagi gondjai vannak, eladni kényszerültek székesfehérvári házukat.
Ybl ezután Pesten próbált szerencsét, ahol a Helybeli Polgári Szabadalmas Építő Céh Mesterei első ízben elutasították építőmesteri folyamodványát. Következő alkalommal, 1843. január 16-án Szepesi Ferenc tanácsnok aláírásával kebelbeli kőműves mesterré fogadták.
Egy 1841. november 30-án kelt újsághirdetés szerint Pollack Mihály fia, Pollack Ágoston és Ybl Miklós megnyitották az Építészeti Intézetet, a pesti Dorottya utcában.
1845-ben megbízást kapott Károlyi Istvántól, hogy építse át fóti kastélyát, valamint tervezze meg a templomot. Előtte való télen még tett egy látogatást Itáliában, s utána munkához fogott. Egyhamar Károlyi uradalmi építésze lett.
1851-ben költözött vissza Pestre, miután Fóton feleségül vette a grazi születésű Lafite Ida (1820-1891) nevelőnőt.
1860-ban Széchenyi István is Yblt kérte fel, hogy cenki birtokára templomot tervezzen, ám a gróf a terveket már nem láthatta. Ebben a korszakban készült a Múzeum körúti átjáróház, a jelenlegi Bajcsy-Zsilinszky út (Budapest) 17. sz. alatti bérház és a második világháború során elpusztult Nemzeti Lovarda a mai Bródy Sándor utcai Rádió épülete helyén.
Hamarosan céhtag lett, a romantikus stílusnak búcsút intett, s ezután neoreneszánszban tervezte épületeit. Ekkortájt építette fel a mai Bródy Sándor utca 8. sz. alatti Képviselőházat (ma Budapesti Olasz Kultúrintézet), az építkezés 1865. szeptember 11-én kezdődött meg, s néhány hónap leforgása alatt elkészült, Ybl pedig elnyerte a Ferenc József-rend lovagkeresztjét.
1870-ben hozzáfogott a Fővámház megtervezésének, amely elkészülte után számos bírálatot kapott.
Neÿ Béla miniszteri főmérnök azonban korszakalkotónak nevezte az épületet.
Podmaniczky Frigyes az Operaház megtervezésére 1873 szeptemberében meghívásos pályázatot hirdetett meg, ennek pályadíját Ybl terve nyerte el. A kivitelezés királyi támogatással, 1875 októberében indult, hamarosan Yblt építésvezetőnek nevezték ki. 1878. december 7-én tartották meg a bokrétaünnepet, majd 1884. szeptember 27-én a Bánk bán előadásával nyílt meg, amelyen a királyi család is részt vett.
Egyidejűleg a Várkert Bazár megvalósításán is dolgozott (1875–1882), amely olasz, német és francia függőkertek mintájára készült. Belépett a Közmunkatanácsba, 1882-ben megkapta a Lipót-rend lovagkeresztjét, 1885. június 21-én pedig a király a főrendiház tagjává nevezte ki.
Folytatta a Hild József által tervezett Szent István-bazilika építését is, majd a budai Vár újjáépítésén fáradozott. Ebben unokaöccse, Ybl Lajos is segédkezett: ő tervezte a krisztinavárosi szárnyat. Ybl Miklós ezt a művét már nem tudta befejezni, 1891. január 22-én elhunyt.
Korai stílusát a romantika jellemezte, román elemekkel, később a neoreneszánsz vált stílusa jellemzőjévé. Sokat foglalkoztatott, nagy hatású művész volt, akit életében is elismertek. Nagy fájdalma volt, hogy bár közreműködött a Magyar Tudományos Akadémia székházának felépítésében, az Akadémia nem választotta a tagjai sorába (szemben a ma már kevéssé ismert Szkalnitzky Antallal, akivel együtt dolgozott rajta). Első megbízását, az ikervári Batthyány-kastély átépítését, Pollack Mihály fiával, Ágosttal együtt teljesítette.
Számos alkotása közül fő művének az Andrássy úti Operaház (Magyar Állami Operaház) neoreneszánsz épülete számít.

## Családja
Ybl Miklós 1851. január 30-án Fóton vette feleségül a grazi születésű Lafite Ida (Graz, 1821. január 10. – Budapest, 1891. június 10.) nevelőnőt.
1864. január 15-én megszületett fia, Ybl Félix (†1922. október 30.).

## Főbb művei

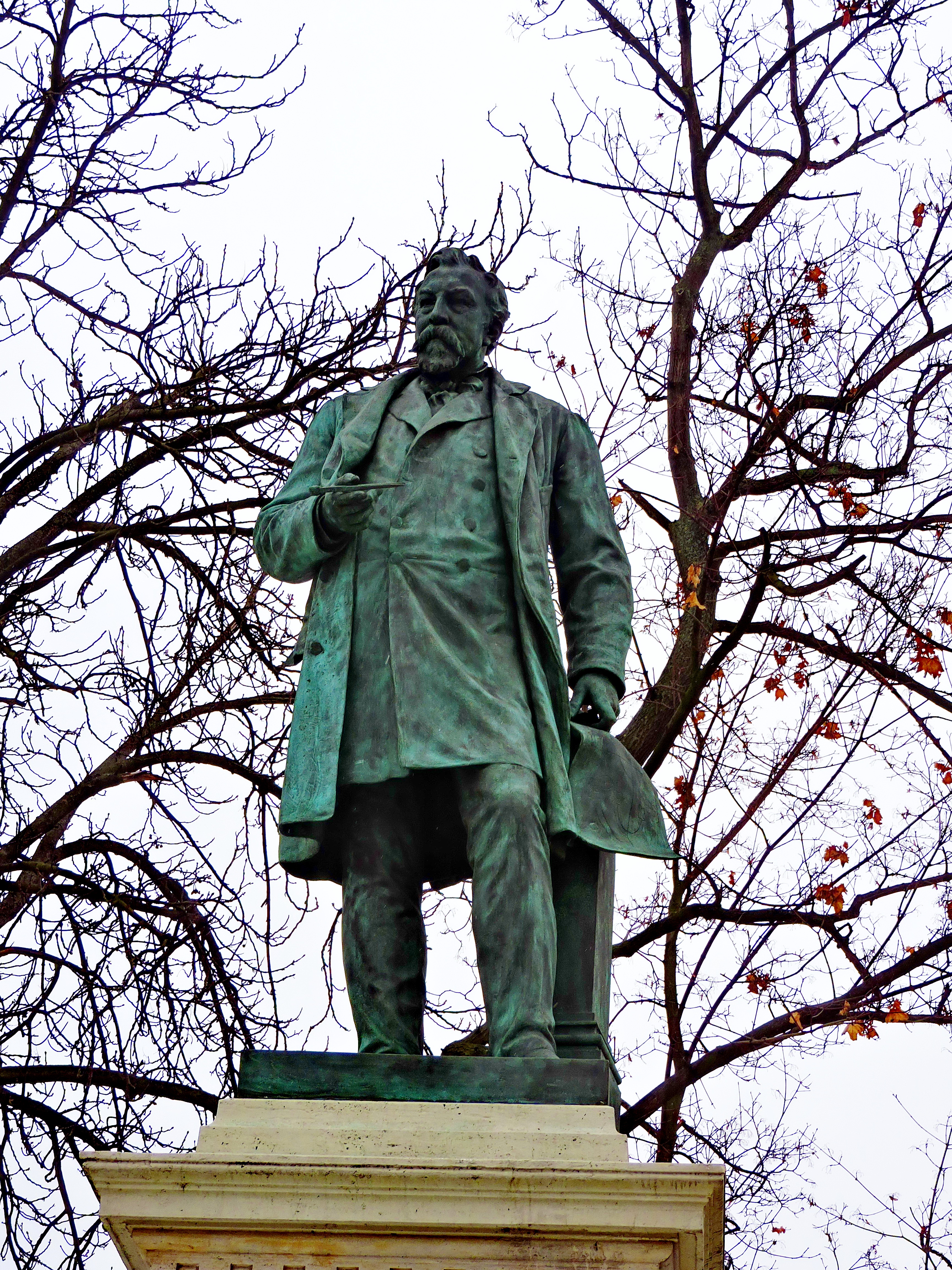
Mayer Ede: Ybl Miklós szobra az általa tervezett Várkert-kioszk előtt

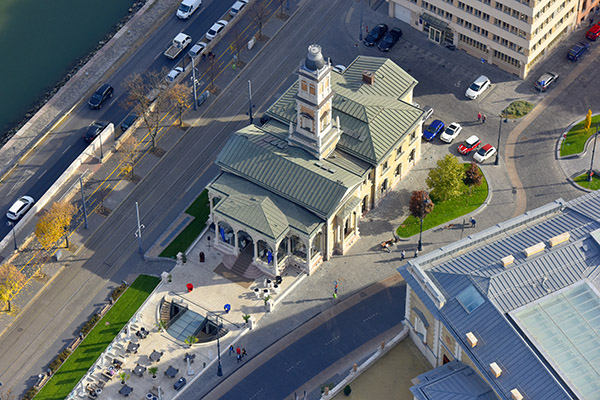
Ybl Vízház légi felvételen

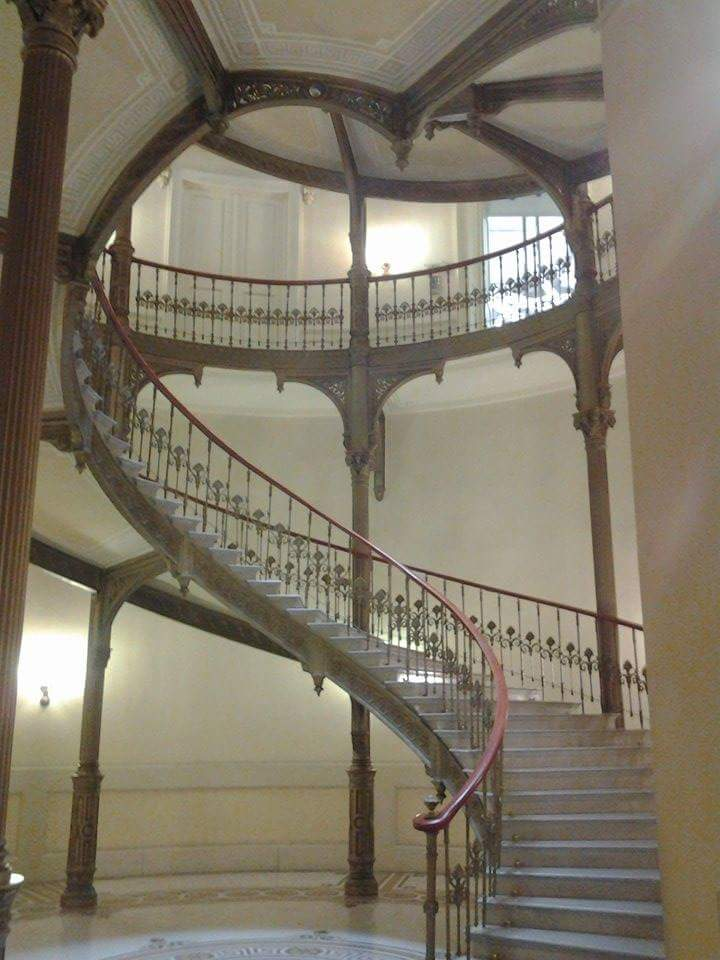
A belvárosi Ybl-palota lépcsőháza

- 1845–1849, Fót, Károlyi-kastély átalakítása
- 1845–1855, Fót, Szeplőtelen fogantatás templom
- 1852 körül, Budapest, Grabovszky – (Rózsa-) villa
- 1852–53 körül, Budapest, Unger-ház
- 1857–58, Budapest, Nemzeti Lovarda (a második világháború után lebontották; ma: a PPKE épülete)
- 1857–58, Budapest, Tornacsarnok (lebontották; ma a Baumgarten Alajos (1871) tervei szerint megépített Esterházy-palota található a helyén)
- 1857–59, Füzérradvány, Károlyi-kastély átalakítása
- 1860 körül: Albertirsa, Szapáry-sírkápolna
- 1860 körül: Leányfalu, Gyulai-villa
- 1860 körül: Gerla, Wenckheim-kastély
- 1860–1864, Nagycenk, katolikus templom
- 1862–1863, Kecskemét, Evangélikus templom
- 1862–1865, Budapest, Festetics-palota (Pollack M. tér 10.)
- 1863-tól, Budapest, Károly-palota (Pollack M. tér 3.)
- 1863 Budapest, Német Színház (nem épült meg)
- 1863–1864, Budapest, az MTA bérháza
- 1865 körül: Fegyvernek, Szapáry-kastély
- 1865-től, főúri világfürdő (Margit fürdő) (a II. világháború alatt állapota leromlott, jelentős részét lebontották)
- 1865–1866, Budapest, Régi Képviselőház (Bródy S. u. 14.)
- 1865–1879, Budapest, Assisi Szent Ferenc-templom, Bakáts tér
- 1867 Budapest, Pálffy-palota
- 1867–1869, Budapest, Lánchíd Társulat rt. székháza, ma Lánchíd Palota (1011 Bp., Fő u. 1.)
- 1869 Budapest, Első Pesti Hazai Takarékpénztár (Ybl-palota) (Károlyi utca 12.)
- 1867–1891, Budapest, Szent István-bazilika – kezdte: Hild, folytatta: Ybl, befejezte: Kauser József
- 1870–1874, Budapest, Fővámház
- 1872 körül: Parád, Ybl Szálló
- 1872–74, Budapest, Dégenfeld-Schomburg-palota (Bródy S. u. 14.)
- 1873–1884, Budapest, Operaház (Magyar Állami Operaház)
- 1874–1882, Budapest, Várkert-kioszk és -bazár
- 1875–1879, Ókígyós, Wenckheim-kastély
- 1880–1882, Parádsasvár, Károlyi-kastély
- 1880–1891, Budapest, a Budavári Palota átalakítása
- 1881–1888.[17] Istvántelek (ma: Budapest IV. kerülete), Budapesti Első Gyermekmenhely Egylet fiókintézete és katolikus templom (Clarisseum)
- 1883–1884. Budapest, Széchenyi-palota (a második világháború után lebontották)
- 1888 körül, Parád, Erzsébet Szálló
- 1889 egyedülálló Duna-parti támfal Verőcén
- bérházak, kastélyok (Székesfehérvár, Csurgó, Doboz, Kétegyháza, Lengyeltóti, Mácsa, Marcali, Ókígyós, Surány, Nagyszentmiklós stb.)

## Emlékezete

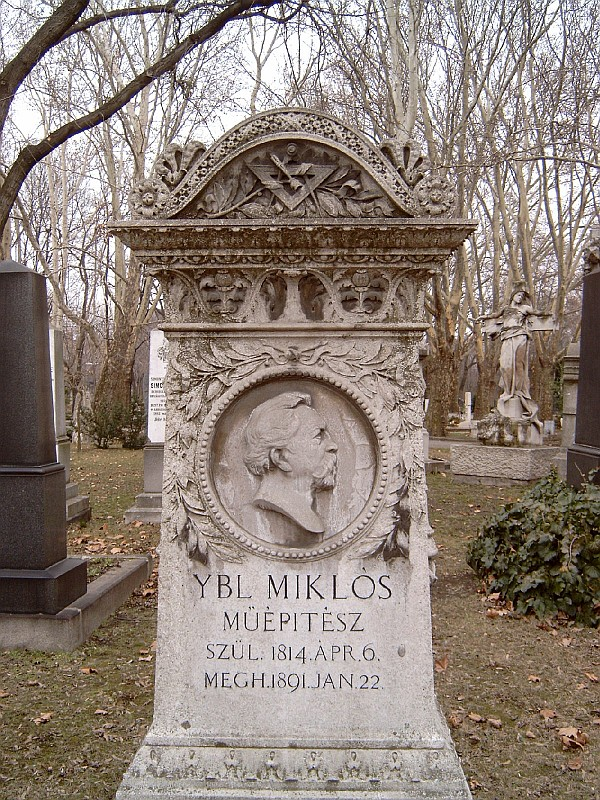
Ybl Miklós sírja Budapesten. Kerepesi temető: 34/1-1-1. Fort Sándor és Strobl Alajos alkotása

- Tiszteletére alapították 1953-ban az  évenként kiosztott építészeti Ybl Miklós-díjat.
- Székesfehérváron egy felsővárosi lakótelepet és egy teret is róla neveztek el, ahol mellszobrot is állítottak a tiszteletére. 2014-ben a Zichy-ligetben egész alakos Ybl-szobrot avattak. Egykor gimnázium, szakközépiskola és általános iskola (utóbbi kettő a Szabadságharcos úton épült) is viselte a nevét.
- Szegeden, a Nemzeti Emlékcsarnokban (Dóm téren a körbefutó árkádok alatt) őrzik portrészobrát hazánk számos kiváló építészének, tudósának, művészének, politikusának szobraival együtt. Ybl Miklós szobrának alkotója August Sommer.
- Róla nevezték el a 2002-ben magyar csillagászok által felfedezett 166886 jelű kisbolygót.
- 2014. január 22-én, halálának évfordulóján kezdődött a 2014 Ybl Bicentenárium – Magyar Építészet Éve elnevezésű Ybl-emlékév.[18][19]

## Képgaléria

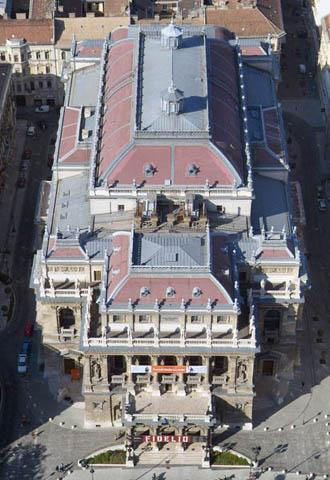
Operaház, Budapest
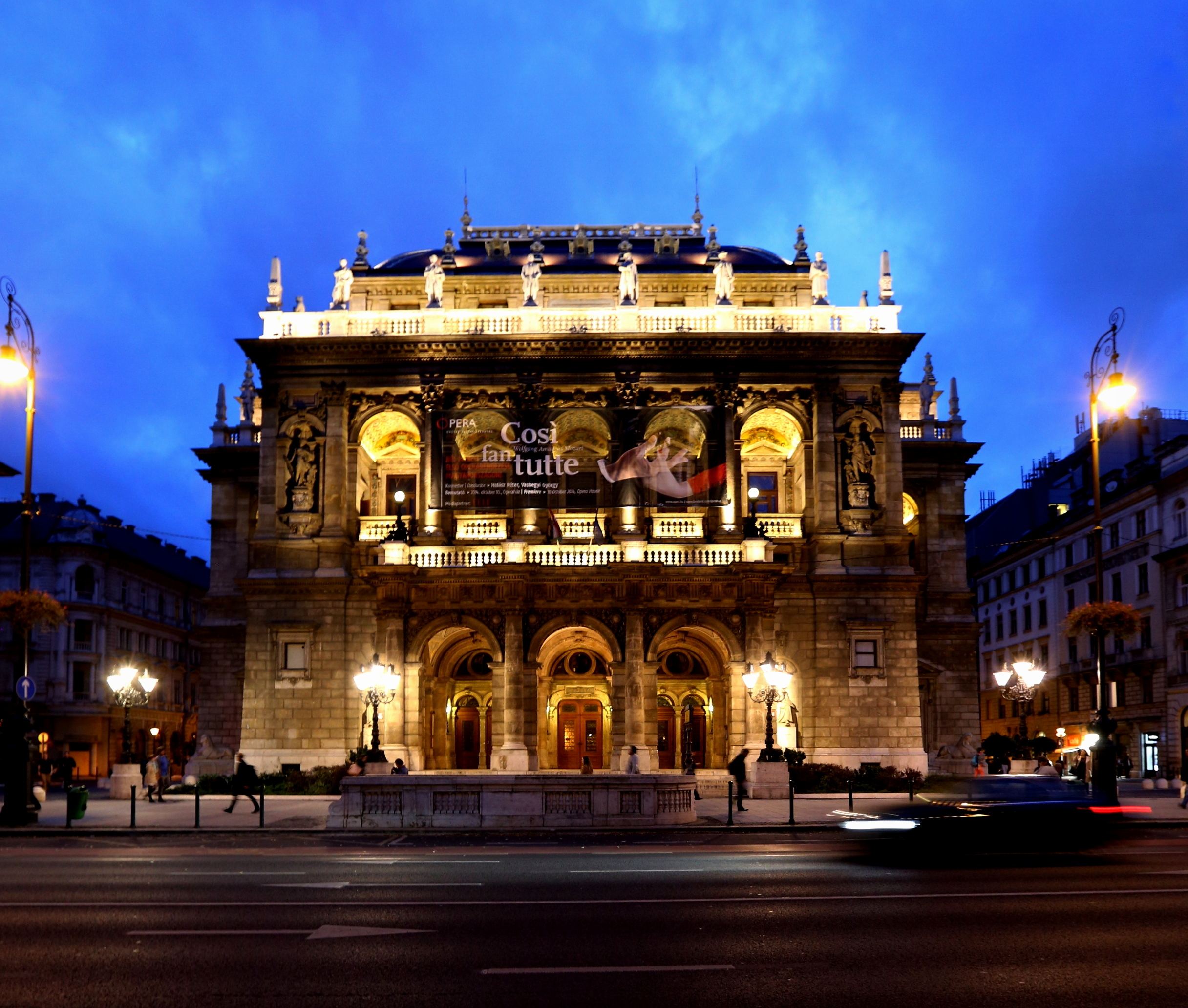
Operaház
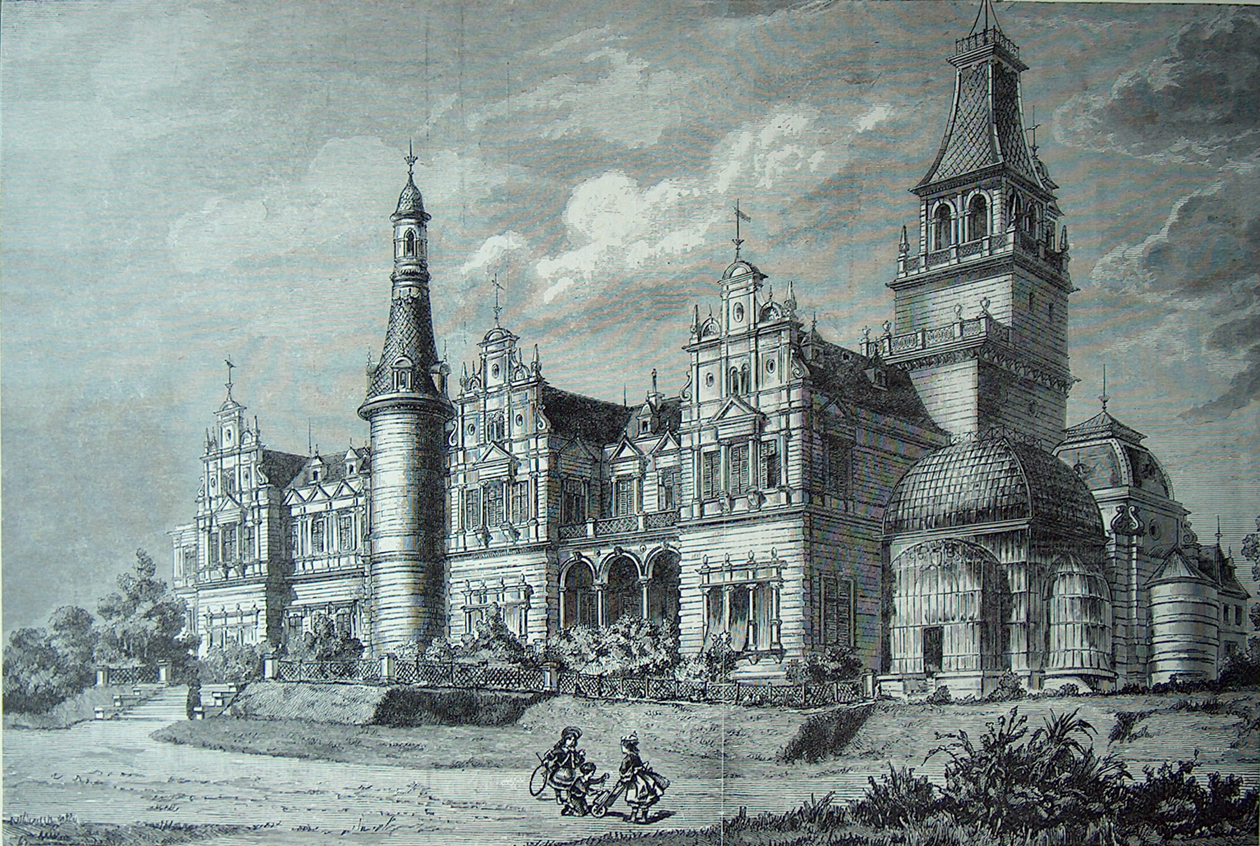
Wenckheim-kastély, Szabadkígyós
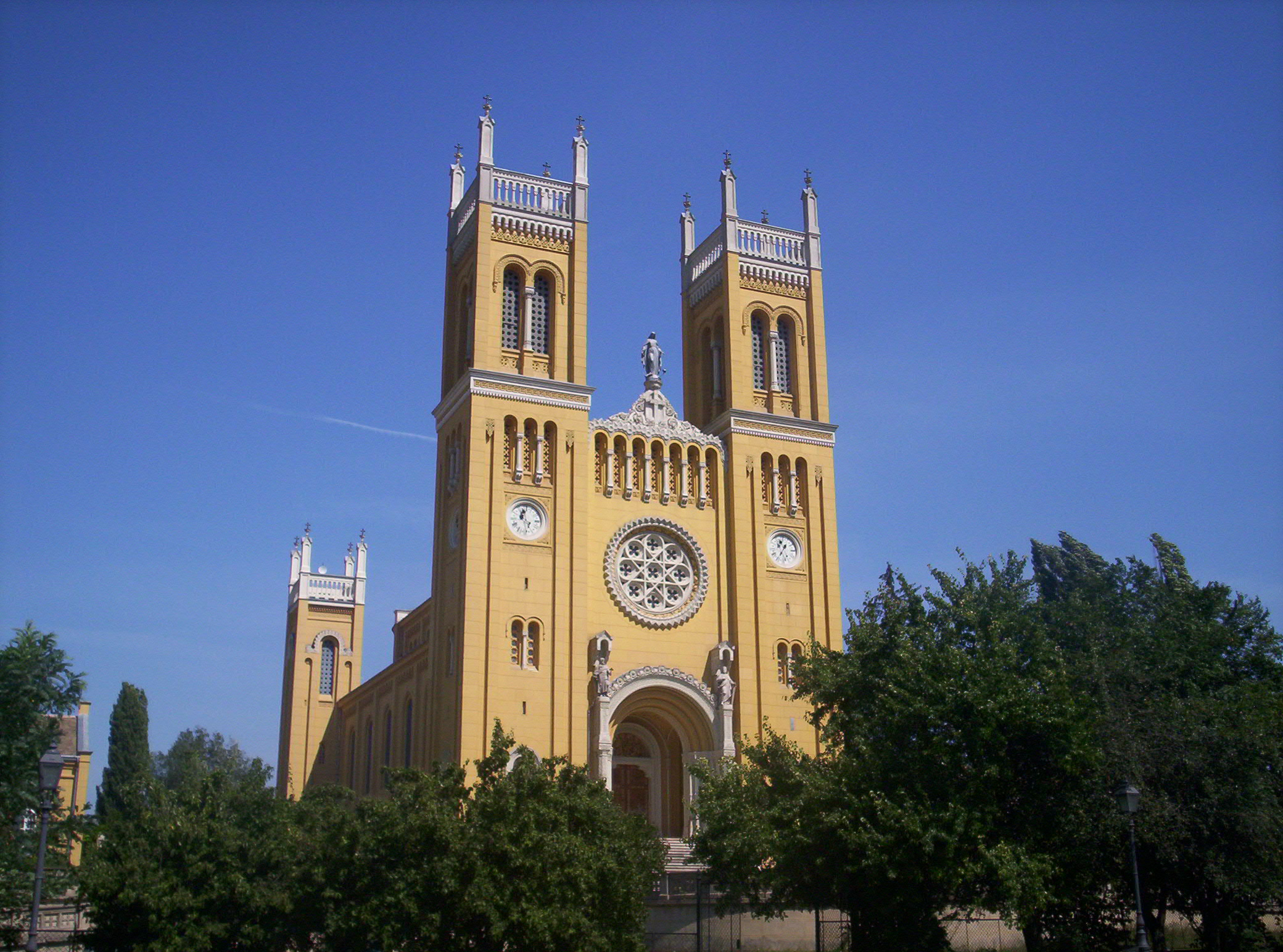
Szeplőtelen fogantatás templom, Fót
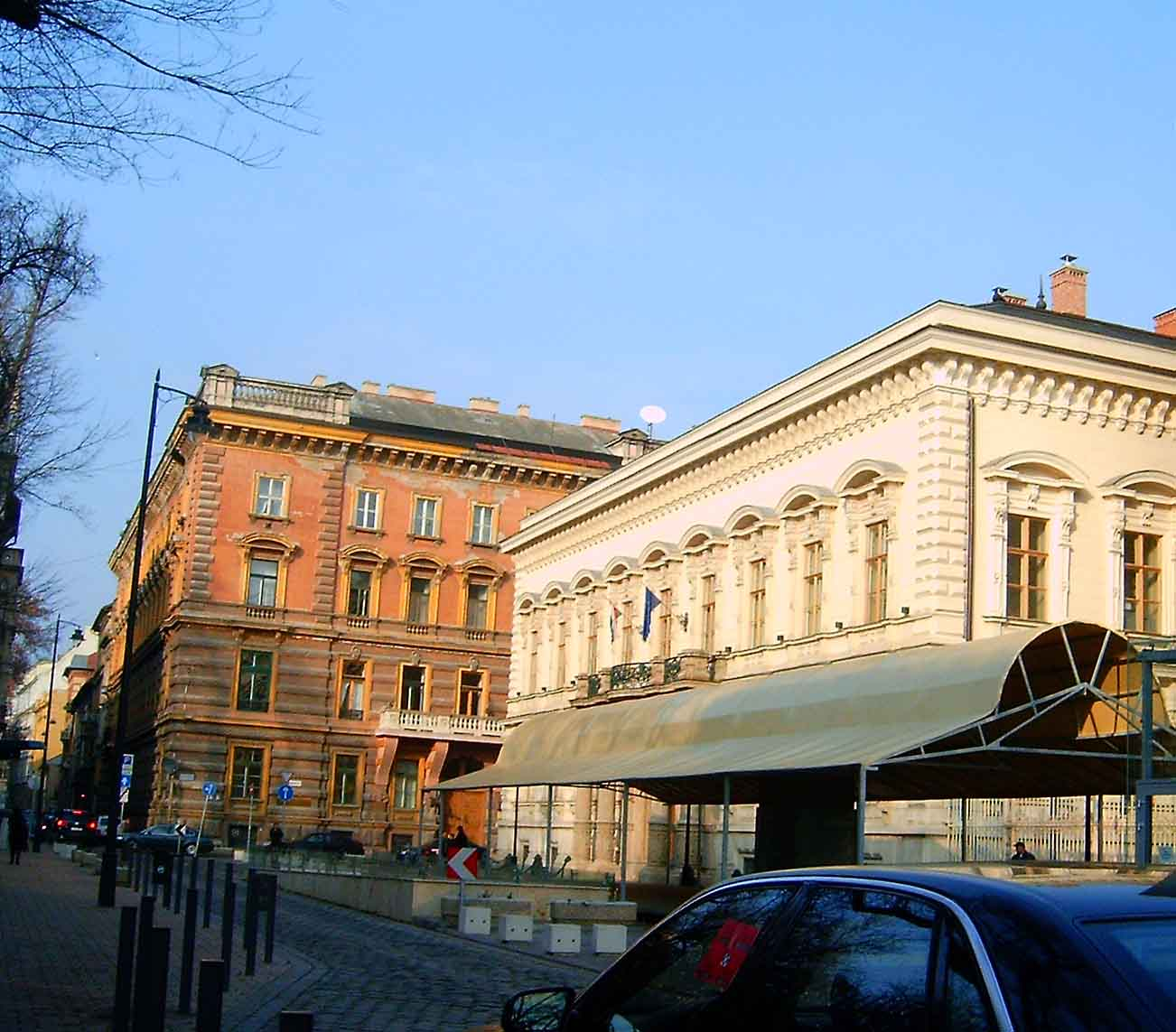
Festetics-palota
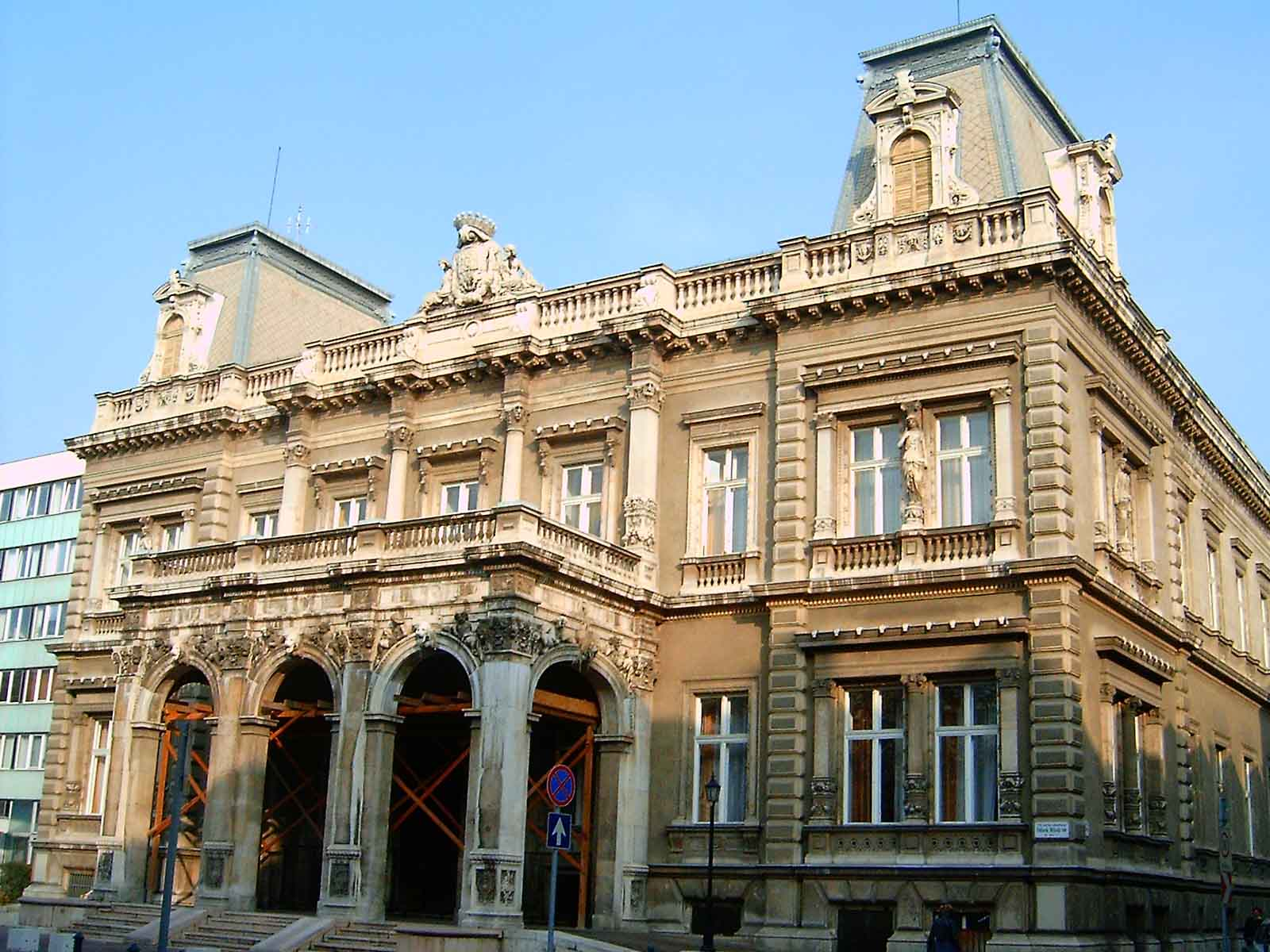
Károlyi-palota, Budapest
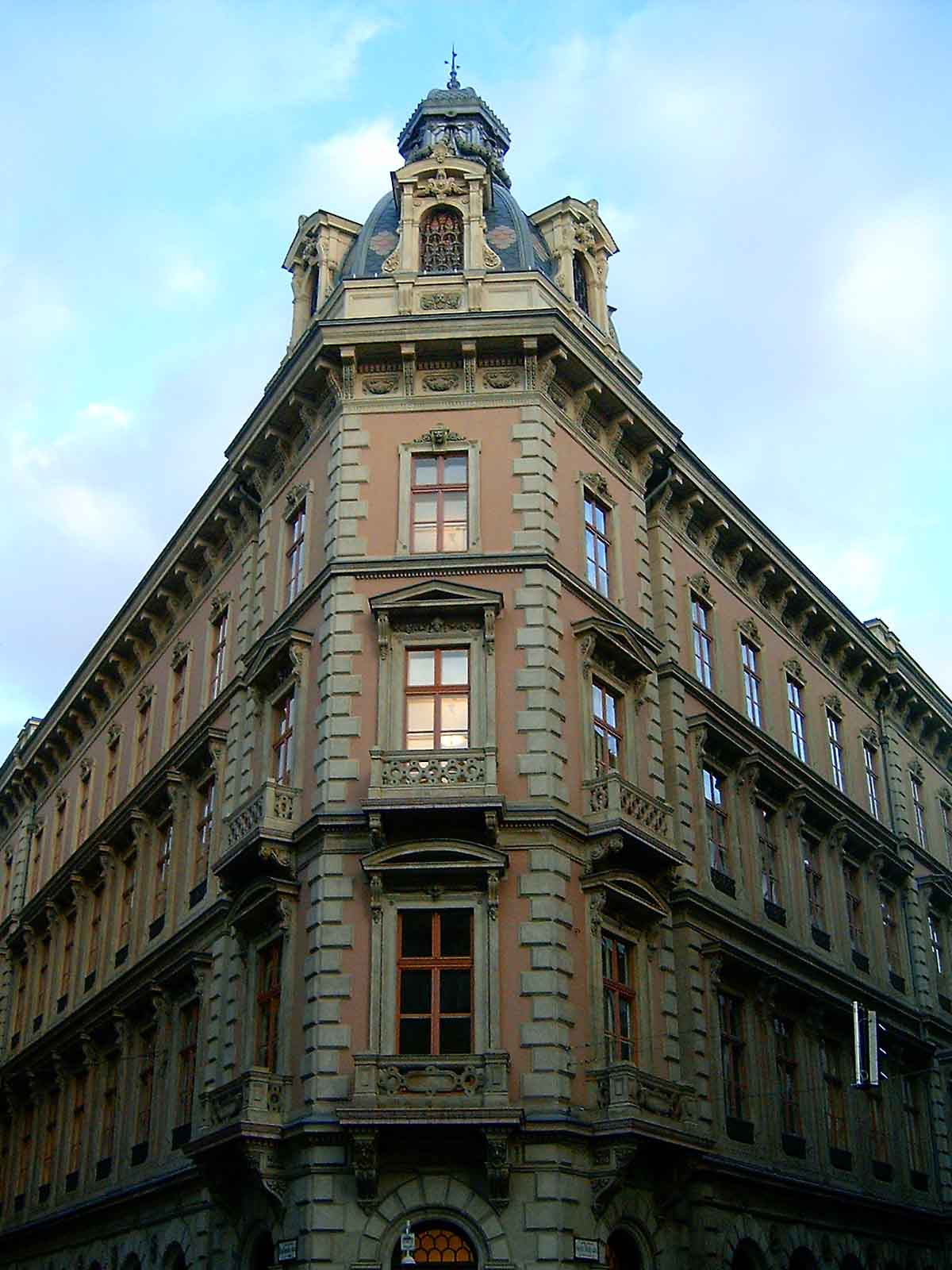
Ybl-palota, Károlyi utca 12.
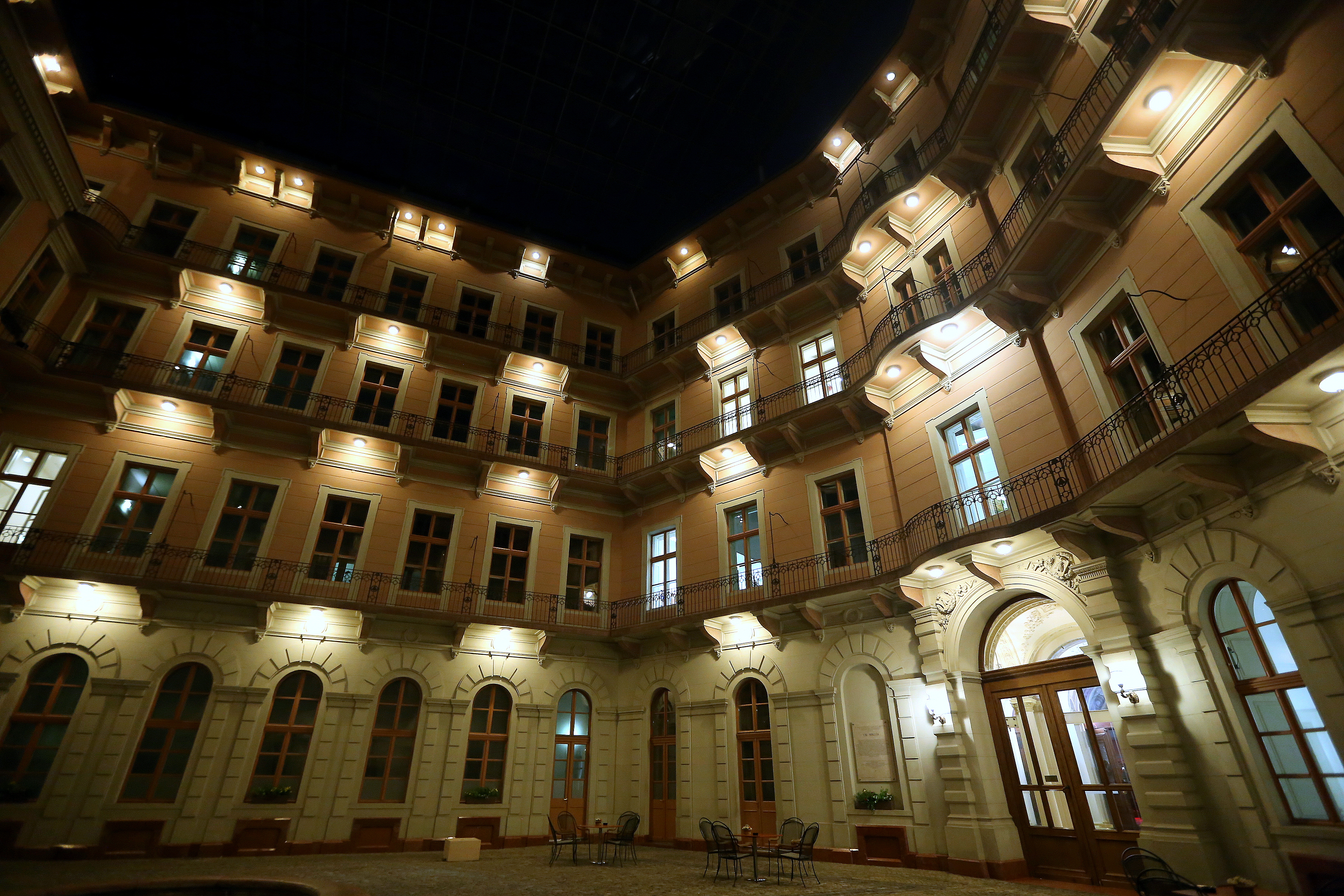
Az Ybl-palota belső udvara
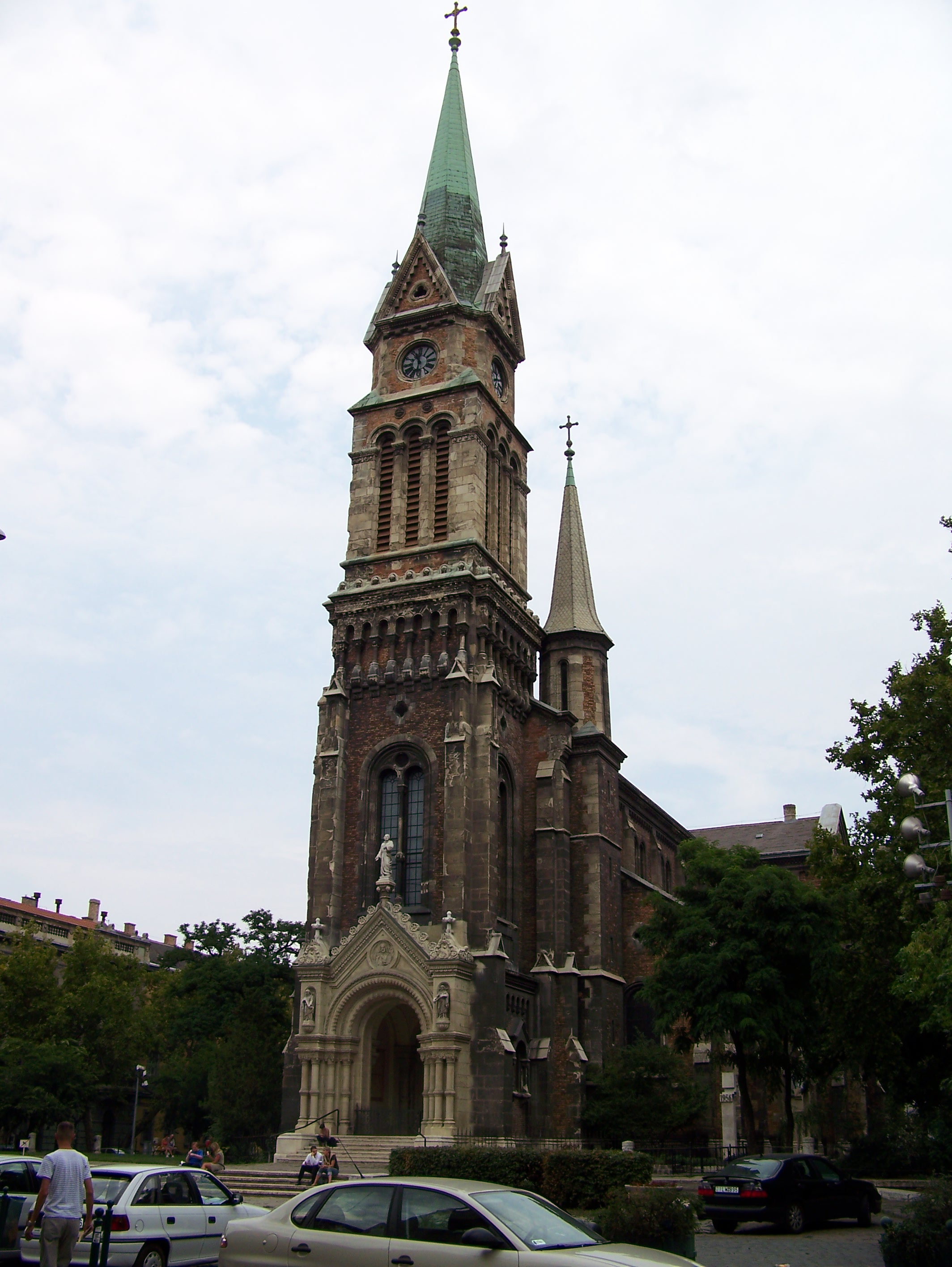
Assisi Szent Ferenc-templom
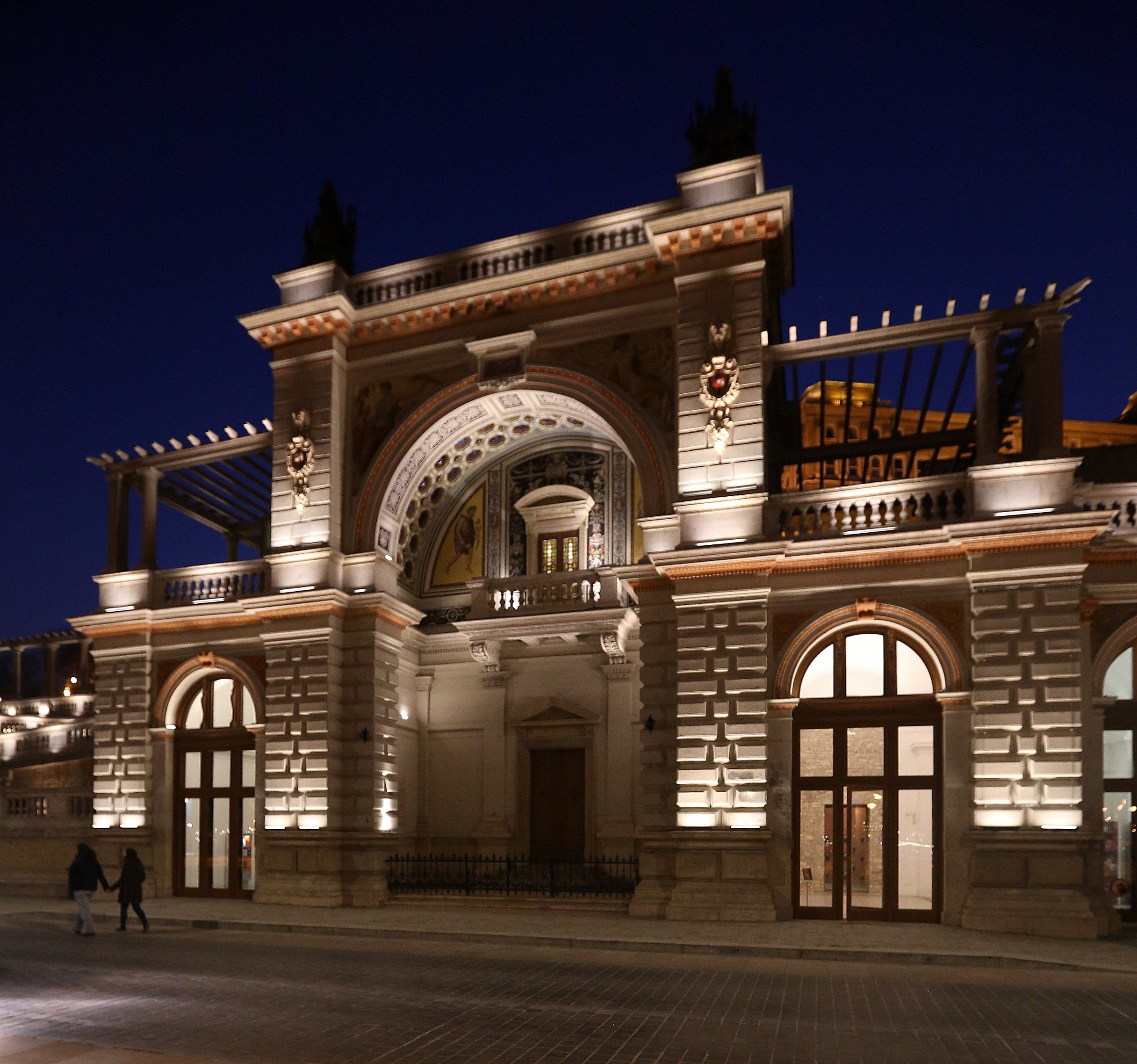
Várkert Bazár
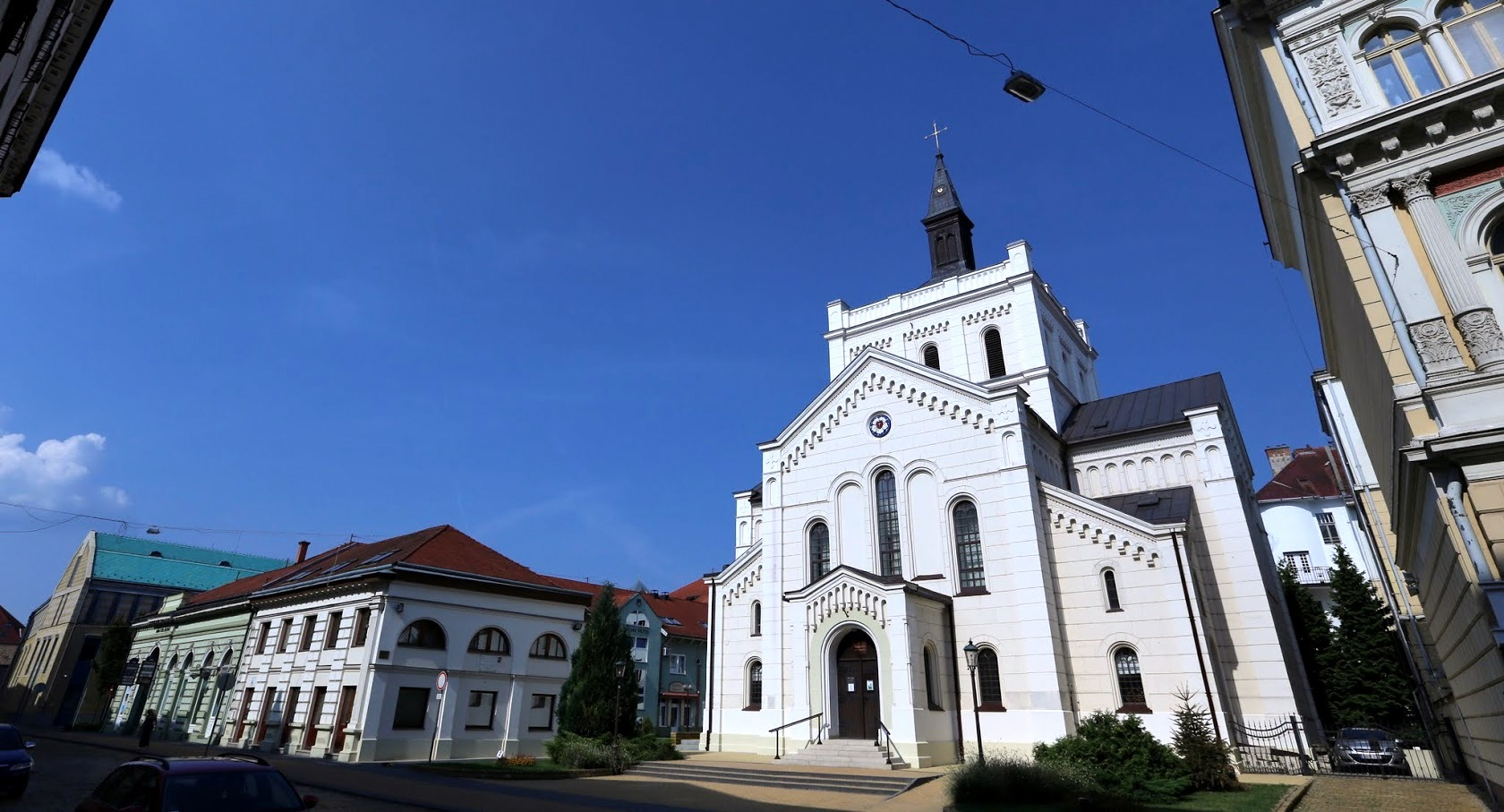
Evangélikus templom, Kecskemét
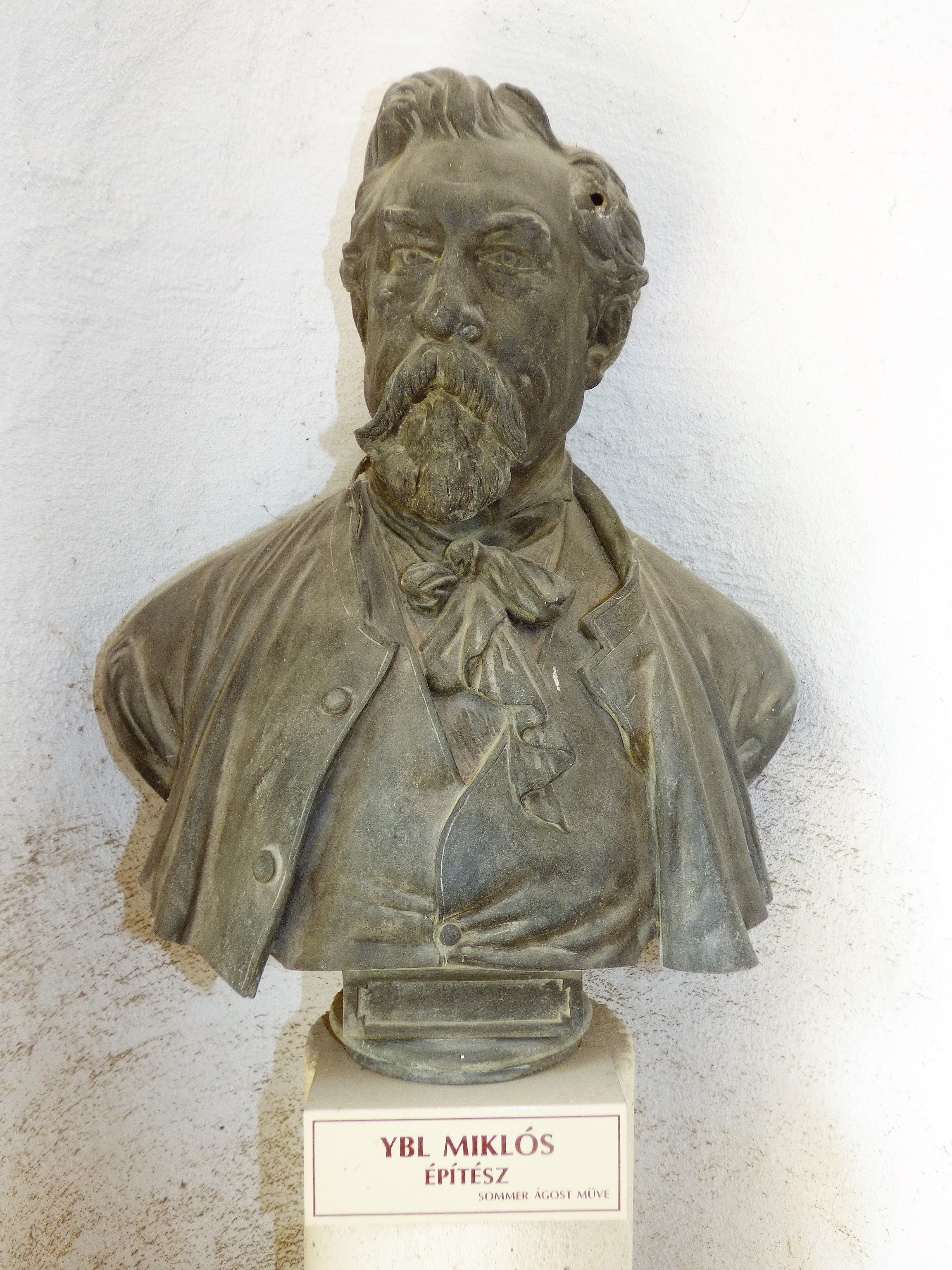
Szobra a székesfehérvári Bory-várban, Sommer Ágost műve

## Dokumentumfilm
- Építette Ybl Miklós, magyar dokumentumfilm, 1991, rendezte: Kútvölgyi Katalin, Magyar Televízió